# Fialovszky Lajos
Fialovszky Lajos (Nagybecskerek, 1898. november 18. – Budapest, 1987. március 17.) magyar geodéta, hadmérnök, egyetemi tanár.

## Élete
Hatgyermekes család negyedik gyermekeként született. Apja dr. Fialovszky Béla, sebész és belgyógyász orvos, édesanyja Horn Mária (1870–1945) volt. 1911-ben, 13 évesen a Soproni Honvéd Főreál Iskolába iratkozott, majd a Ludovika Akadémián folytatta tanulmányait, Budapesten. Másik két fiútestvérével együtt  frontszolgálatot teljesített (1916–18) az első világháborúban a Magyar Hadsereg tisztjeként. A fronton kétszer vérhast kapott, majdnem belehalt, mégis helytállásáért számos kitüntetést kapott.
1920-ban, a Műegyetemi Zászlóalj századosaként, titokban szervezte meg a lengyel-szovjet háborúban a lengyeleket támogató egyik lőszerszállítmányt. Ez nagymértékben elősegítette a "Visztulai Csodát", melynek révén sikerült visszaszorítani a bolsevik csapatokat.
A háború után a Haditechnikai Intézet Ballisztika Osztályán dolgozott csoportvezetőként és szakelőadóként (1921–37). A Zürichi (1922), a Párizsi Műszaki Egyetem (1925), a bécsi Rörz Optikai Művek vendégkutatója. 1932-ben a Budapesti Műszaki Egyetemen hadmérnöki diplomát szerzett. Az 1930-as évek végén hadiipari törzstisztté nevezték ki. 1937-40 között az Iparügyi Minisztérium osztályvezetője, majd a Precíziós Szerszám- és Gépgyár műszaki igazgatója (1941–42), ekkor már alezredesi rangban. 1943-44 között a Danuvia Gépgyár mérnökigazgatója volt..
A második világháború után ezredessé léptették elő. Előbb a Honvédelmi Minisztérium Ipari Osztályának vezetője (1945–46), majd a Haditechnikai Intézet igazgatóhelyettese és az Intézet parancsnokhelyettese (1947–49). Ez a – mintegy 30 éves – katonai pályafutás csúcsát jelentette, ami után sokan a jól megérdemelt nyugalomba vonulást választották volna.
Fialovszky Lajos nem ezt választotta. 50 évesen megkezdte második pályafutását, most már a civil életben. Megnősült, és házasságából két gyermek, Béla és Alice született.
Ebben a pályaszakaszában érdeklődése a műszertervezés, geodéziai műszertan felé fordult. 1949-től, több mint 20 éven át vezetett egy kutatócsoportot, előbb a Gamma Optikai Művekben – mint főmérnök, ill. az Optikai Kutatócsoport vezetője (1949–60), majd 1961-től a Magyar Optikai Művek tudományos főmunkatársa. A MOM-ban töltött évek alatt újra elindította és modernizálta a geodéziai műszerek tervezését és gyártását. Több geodéziai műszertalálmányát – pl. a koordináta-teodolitot – szabadalmazták Magyarországon és külföldön egyaránt. Rendszeresen járt terepre méréseket végezni.
Jelentős szerepe volt a magyar geodéziai műszerek kidolgozásában és elterjesztésében. A Geodéziai Műszerfejlesztő Munkabizottság elnöke (1953–56). A Soproni Földmérőmérnöki Kar megbízott előadó tanára volt (1955–59), és folyamatosan dolgozott a Budapesti Műszaki Egyetem Geodézia Tanszékén. Ő vezette be a Geodéziai Műszertan egyetemi oktatását a földmérőmérnök képzésben. A Geodéziai és Kartográfiai Egyesület egyik megalapítója.
1951-ben műszaki doktori fokozatot szerzett a Műegyetemen fizika, geodézia és matematika tárgyakból. 1955-ben az MTA műszaki tudományok kandidátusa fokozatot szerezte meg geodéziai műszertan témából. Gyors tudományos fejlődésének eredménye volt az MTA doktori cím elnyerése 1961-ben, “Anallaktius teleszkópok automatikus tervezése a geodéziában és optikában” témában. E 20 éves életpályájának betetőzéseként 1968-ban címzetes egyetemi tanárrá nevezték ki a Budapesti Műszaki Egyetemen.
72 éves korában ugyan formálisan nyugdíjba vonult, de folytatta aktív tudományos munkáját. A BME Geodéziai Intézetében és az ELTE Asztronómia Tanszékén tudományos tanácsadóként 85 éves koráig dolgozott.
Összesen 65 tudományos dolgozata jelent meg. Geodéziai műszerek c. könyvét (1979) megjelenése óta alapirodalomként használják a hazai egyetemeken. A könyv kibővített változata angolul is megjelent az Akadémiai Kiadó gondozásában  “Surveying Instruments and their Operational Principles" címen, majd az Elsevier Kiadó  is megjelentette Oxfordban 1991-ben. Azóta a világ több egyetemén (pl. Zágráb, Varsó, Berkeley, Sabaragamura,  Univ. Sains Malaysia, Vilnius, Jordanian Technical Univ., State Univ. New South Wales) máig használják az egyetemi oktatásban. 2013 óta a könyv az interneten E-book formában is elérhető.
Családjára nagy gondot fordított. Hétvégeken kirándulni vagy evezni mentek, télen pedig naponta szánkózni vitte a gyerekeket,  amikor hó volt. Gyönyörűen zongorázott, Beethoven szonátáit szerette a legjobban. Otthon gyakran szólt a zene. Rendszeresen mentek koncertre, operába, hétvégeken táncolni. Barátainak otthonában összejöveteleket szervezett, amikor zongorázott nekik és beszélgettek. Szerette az embereket, az életet, a maga nehézségeivel együtt.
Fialovszky professzor sokunk számára példaként szolgál széles körű érdeklődésében, realitásérzékében, éleslátásában,  humánus hozzáállásában, becsületességében, bátorságában, egyenes jellemében, önzetlenségében és optimizmusában. Két világháborút megélt. Háború-ellenességéért többször meghurcolták. Háromszor volt börtönben. 1941-ben 11 hónapig katonapolitikai magánzárkában, majd 1949-ben ismét lecsukták, és 1957-ben újra elvitték. Később mindhárom meghurcolásából rehabilitálták. Igen nehéz időkben kellett talpon maradnia, de hite, akaratereje, kitartása és életigenlése mindig átsegítette a nehézségeken.
2024 augusztus 31-én a Vitézi Rend posztumusz vitézzé avatta.

## Művei
- A geodéziai műszerekről; Nehézipari, Bp., 1952
- Geodéziai műszerek; szerk. Fialovszky Lajos; Műszaki, Bp., 1979
- Surveying instruments and their operational principles; szerk. Fialovszky Lajos, Holéczy Gyula; angolra ford. Deme Gyula, Wallner Ákos, Verő József; Akadémiai, Bp., 1991